# First Love Last Rites
| Críticas profissionais | Críticas profissionais |
| Avaliações da crítica  | Avaliações da crítica  |
| Fonte                  | Avaliação              |
| ---------------------- | ---------------------- |
| allmusic               | link                   |

First Love Last Rites é o terceiro álbum de estúdio da banda Cock Robin, lançado em 1990.

## Faixas
1. "Stumble and Fall"
2. "Straighter Line"
3. "Win Or Lose"
4. "One Joy Bang"
5. "For Experience Sake"
6. "It's Only Make Believe"
7. "Hunting Down A Killer"
8. "Any More Than I Could Understand"
9. "My First Confession"
10. "Manzanar"
11. "Worlds Apart"

## Créditos
Cock Robin
- Peter Kingsbery — Vocal, teclados
- Anna LaCazio — Vocal

Músicos adicionais
- Pat Mastelotto — Bateria
- Luis Conte — Percussão
- Corky James — Guitarra
- John Pierce — Baixo
- Ramon Flores, Samuel Nolasco e Xavier Serrano — Cornetas mariachi
- David Faragher — Baixo em "Stumble and Fall", "Any More Than I Could Understand" e "Manzanar"
- Paul Mitchell — Bateria adicional em "Manzanar"